# باغز باني (مجلة)
مجلة باغز باني هي مجلة سعودية التوزيع، تصدر كل أسبوع عن شركة يونغ فيوتشر المحدودة اليابانية، وهي مستوحاة من شخصية الأرنب باغز باني، التي تمتلك حقوقها شركة وارنر بروز، تعتمد على نشر قصص الأرنب الكرتونية، وعلى شخصية نيتي تونز صديق الأرنب، بالإضافة إلى صفحات تلوين، وتسالي، عدد الصفحات 28 منها 24 صفحة كرتونية ملونة، قد تستغرق أكثر من قصة كرتونية، ليست هناك إشارة إلى طاقم التحرير، صدر العدد الأول عام 1997م، لكن المؤسسة نفسها تصدر العديد من المجلات المتشابهة مع اختلاف القطع، منها: «نقار الخشب»، «الكونج فو» «توم وجيري» تقوم شركة تهامة السعودية بتوزيع المجلة، قطع المجلة 24×17سم لا تنشر المجلة أي مساهمات من القراء، ولا تنشر صوراً لهم، لكن هناك وللمرة الأولى، إشارة باللغة الإنجليزية إلى أسماء المؤلف، والرسام، وأيضاً إلى الشخص الذي قام بتلوين القصص وهي من المرات القليلة التي تظهر فيها هذه الظاهرة في مجلات الأطفال المترجمة، تخلو المجلة من الإعلانات ومن إشارة إلى القصص التي بالداخل، ليست هناك مساهمات من القراء، ولا صور لهم، أو تسالي ولكن هناك صفحات تلوين، سعر النسخة في السعودية 5 ريالات، وفي قطر ريالين، وفي الكويت 450 فلساً، وفي مصر 1,5 جنيه.